# Ḩoseyn Mashkūsh
Ḩoseyn Mashkūsh (persiska: حسین مشکوش, Ḩoseyn Mashlūsh) är en ort i Iran.   Den ligger i provinsen Khuzestan, i den västra delen av landet, 500 km sydväst om huvudstaden Teheran. Ḩoseyn Mashkūsh ligger 38 meter över havet och antalet invånare är 612.
Terrängen runt Ḩoseyn Mashkūsh är mycket platt. Runt Ḩoseyn Mashkūsh är det ganska tätbefolkat, med 144 invånare per kvadratkilometer. Närmaste större samhälle är Kāz̧em Ḩamd, 8,6 km söder om Ḩoseyn Mashkūsh. Trakten runt Ḩoseyn Mashkūsh består till största delen av jordbruksmark.